# Polyacme abrupta
Polyacme abrupta är en fjärilsart som beskrevs av W. Warren 1903. Polyacme abrupta ingår i släktet Polyacme och familjen mätare. Inga underarter finns listade i Catalogue of Life.